# Håkan Hedenmalm
Per Jan Håkan Hedenmalm, född den 25 augusti 1961 i Karlstad, är en svensk matematiker. 
Hedenmalm deltog 1978 i Unga Forskare, fick första pris för uppsatsen Några exempel på generaliseringar från naturliga tal till reella tal, och deltog därefter med en engelsk översättning av uppsatsen även i ISEF (International Science and Engineering Fair) i Orange County, California, samma år, även denna gång med första pris. Han disputerade 1985 i Uppsala med Yngve Domar som handledare. 
Hedenmalm har främst bidragit till utvecklingen av teorin för Bergman-rum, uppkallade efter den polsk-amerikanske matematikern Stefan Bergman, och åtföljande reproducerande kärnor i en komplex dimension. Han fick Wallenbergpriset 1992, och 1996 blev han inbjuden talare vid 2ECM (andra europeiska matematiker-kongressen) i Budapest. 1996 blev han professor vid Lunds universitet och 1997 invald i Kungliga Fysiografiska Sällskapet i Lund. År 2000 tilldelades han Göran Gustafssons pris (KVA). År 2015 fick han Eva och Lars Gårdings pris från Kungliga Fysiografiska Sällskapet. År 2018 blev han invald i Det Kongelige Norske Videnskabers Selskab (DKNVS).
Hedenmalm har samarbetat med ett flertal andra matematiker, exempelvis Alexander Borichev, Serguei Shimorin och Nikolai Makarov. Han är sedan 2002 verksam som professor vid Kungliga Tekniska högskolan (KTH) i Stockholm.